# 佐兰·拉多伊契奇
佐兰·拉多伊契奇（1963年10月24日—）是塞尔维亚政治人物和外科医生，2018年6月7日以来任贝尔格莱德市长。在2018年出任政治职务之前，他在贝尔格莱德大学儿童医院从事儿童泌尿外科的工作，同时他也是贝尔格莱德大学医学院的外科教授。

## 生平
1963年10月24日，拉多伊契奇出生于南斯拉夫塞尔维亚社会主义共和国贝尔格莱德拉扎雷瓦茨。1989年，他从贝尔格莱德大学医学院肄业，1998年发表权威论文，2006年发表博士论文。
2018年6月7日，在2018年贝尔格莱德市议会选举之后，塞尔维亚前进党提名他任贝尔格莱德市长。

## 家庭
拉多伊契奇和蒂亚娜结婚，两人育有两个儿子：伊万和奥格恩。